# Cabinet Tillich I
Pour les articles homonymes, voir Cabinet Tillich.
État libre de Saxe
Milbradt II Tillich II
Le cabinet Tillich I (en allemand : Kabinett Tillich I) est le gouvernement du Land allemand de l'État libre de Saxe entre le 18 juin 2008 et le 30 septembre 2009, durant la quatrième législature du Landtag.

## Majorité et historique
Dirigé par le nouveau ministre-président chrétien-démocrate Stanislaw Tillich, précédemment ministre des Finances, ce gouvernement est constitué et soutenu par une « grande coalition » entre l'Union chrétienne-démocrate d'Allemagne (CDU) et le Parti social-démocrate d'Allemagne (SPD). Ensemble, ils disposent de 68 députés sur 124, soit 54,8 % des sièges au Landtag.
Il est formé à la suite de la démission du ministre-président chrétien-démocrate Georg Milbradt, au pouvoir depuis mai 2002, et succède au cabinet Milbradt II, constitué et soutenu par une coalition identique. Après les déboires de la banque publique  du Land Sachsen LB, le chef du gouvernement régional est fortement critiqué pour les risques pris par l'établissement sur le marché des valeurs, ainsi que pour les prêts avantageux qu'il y a contracté à l'époque où il en exerçait la tutelle en sa qualité de ministre des Finances. Il finit par annoncer sa démission future le 14 avril 2008, la CDU lui choisissant Tillich comme successeur.
Lors des élections régionales du 30 août 2009, les chrétiens-démocrates conservent leur première place dans le jeu politique régional, avec environ 40 % des voix. Le SPD stagne à 10 %, tandis que le Parti libéral-démocrate (FDP) atteint également ce score. Le ministre-président décide alors de changer de partenaire, constitue une coalition noire-jaune et forme son deuxième gouvernement.

## Composition

### Initiale (18 juin 2008)
- Les nouveaux ministres sont indiqués en gras, ceux ayant changé d'attributions en italique.

| Poste                                                                                 | Titulaire       | Titulaire                       | Parti |
| ------------------------------------------------------------------------------------- | --------------- | ------------------------------- | ----- |
| Ministre-président                                                                    |                 | Stanislaw Tillich               | CDU   |
| Vice-ministre-président Ministre de l'Économie et du Travail                          |                 | Thomas Jurk                     | SPD   |
| Ministre de l'Intérieur                                                               |                 | Albrecht Buttolo                | CDU   |
| Ministre des Finances                                                                 |                 | Georg Unland                    | Sans  |
| Ministre de la Justice                                                                |                 | Geert Mackenroth                | CDU   |
| Ministre des Affaires sociales                                                        |                 | Helma Orosz jusqu'au 08/08/2008 | CDU   |
| Ministre des Affaires sociales                                                        | Christine Clauß |                                 | CDU   |
| Ministre de l'Environnement et de l'Agriculture                                       |                 | Frank Kupfer                    | CDU   |
| Ministre de l'Éducation                                                               |                 | Roland Wöller                   | CDU   |
| Ministre de la Science et de la Culture                                               |                 | Eva-Maria Stange                | SPD   |
| Ministre des Affaires fédérales et européennes Directeur de la chancellerie régionale |                 | Johannes Beermann               | CDU   |